# Syedra parvula
Syedra parvula là một loài nhện trong họ Linyphiidae.
Loài này thuộc chi Syedra. Syedra parvula được miêu tả năm 1996 bởi Kritscher.